# Персей от Китион
Персей от Китион (на старогръцки: Περσαῖος ο Κιτιεύς; на латински: Persaios; * ок. 305 пр.н.е. в Китион на Кипър; † ок. 243 пр.н.е. в Акрокоринт) е древногръцки философ стоик и политик. Той е ученик на Зенон от Китион.
Той е роден в знатна фамилия в град Китион на остров Кипър и е син на Деметриос. Персей расте в дома на стоика Зенон от Китион и става негов ученик. Зенон го изпраща
в Пела в двора на македонския крал Антигон II Гонат и той става негов съветник и възпитател на син му Халкионей.
По това време в Пела е и поетът Арат от Соли.
Антигон II Гонат оставя 244 пр.н.е. крепостта Акрокоринт в Коринт на военачалника Архелаос и на Персей. Персей става архонт на града. Следващата година древногръцкият пълководец Арат от Сикион завладява крепостта Акрокоринт и за съдбата на Персей няма повече сведения.

## Запазени произведения
- Ἠθικαῖς σχολαῖς
- Περὶ βασιλείας
- Πολιτεία Λακωνική
- Περὶ γάμου
- Περὶ ἀσεβείας
- Θυέστης
- Περὶ ἐρώτων
- Προτρεπτικοί
- Διατριβῶν
- Χρειῶν
- Ἀπομνημονεύματα
- Πρὸς τοὺς Πλάτωνος νόμους

## Издания на текстове и преводи
- Hans von Arnim: Stoicorum veterum fragmenta. Band 1, Teubner, Leipzig 1905, S. 96 – 102 (Jean-Baptiste Gourinat: Persaïos de Kition. In: Richard Goulet: Dictionnaire des philosophes antiques. Band 5, Teil 1, Paris 2012, S. 234 – 243, hier: 234 f.)
- Rainer Nickel: Stoa und die Stoiker. Band 1, Artemis & Winkler, Düsseldorf 2008, ISBN 978-3-538-03504-1, S. 55 – 67